# Batha
Batha (em árabe: البطحة; Baṭḥâ) é uma das 23 províncias do Chade, sendo Ati a sua capital.

## Demografia
O recenseamento do Chade de 2009 indicou uma população de 527 031 habitantes para Batha. Os grupos étnico-linguísticos principais são comunidades árabes como os bagaras (que falam predominantemente o árabe chadiano), povos lisis como os bilalas e naba-kukas, os dar daju dajus, os massalites e os mesmédjés.